# 2014年伊拉克北部內戰
2014年伊拉克北部內戰 ，是2014年6月在伊拉克的武裝組織伊斯蘭國和伊拉克政府在北部地區爆發的衝突，是為2003年薩達姆政權被推翻以來當地局勢所出現的最大變局，廣受國際關注。武裝組織屠殺當地政府軍，並攻佔伊拉克第二大城市摩蘇爾。

## 事件發展

### 2014年
- 6月4日，伊拉克和黎凡特伊斯蘭國於伊拉克北部尼尼微省發動攻擊。
- 6月10日，伊拉克和黎凡特伊斯蘭國在纳克什班迪教团军配合下攻占伊拉克北部尼尼微省全境及其首府摩蘇爾，在摩蘇爾銀行截獲4.29億美元巨款，並佔據當地的土耳其領事館，土耳其領事和職員等四十八人被挾持。武裝分子亦向其他地區推進，進入煉油業重鎮拜伊吉，並進迫首都巴格達。總理馬利基要求國會頒布緊急狀態令，摩蘇爾約有50萬居民淪為難民，緊急逃往城市東郊、尼尼微省其它地區或庫德族控制區域避難。防禦摩蘇爾的政府軍士兵被指於戰爭中拋下自己軍服和武器，並逃離自己的崗位。[30][31]
- 6月11日又攻陷位於伊拉克北部的前總統海珊故鄉薩拉赫丁省首府提克里特市，並放走囚禁在監獄的數百名犯人[32][33]。
- 6月12日，伊拉克库尔德族（Kurds）武装发言人指出，在政府军弃守的情况之下，他们接管了伊拉克石油城市基尔库克[34]。
- 6月14日，伊拉克和黎凡特伊斯兰国在北部萨拉赫丁省一次屠杀1700名政府军俘虏，并将处决现场照片发到网上，震惊世界。[35]隨後，ISIS亦成攻佔北部城市泰勒阿費爾，[36]並一路南下逼近首都巴格達。政府軍與遜尼派武裝在巴格達郊外的巴古拜爆發激戰。[37]
- 6月18日，ISIS攻入伊拉克最大煉油廠拜伊吉煉油廠，並連日與政府軍激戰，以爭奪煉油廠。[38]將近所有15,000名工人和100名外國專家已經在周二離開該煉油廠。[39]
- 6月19日，沙特阿拉伯外交大臣費薩爾19日說，伊拉克對于沙特支持恐怖主義而搞亂其國家的指責“荒唐可笑”。[40]
- 6月19日，据美国《华尔街日报》19日报道，美国官员称，奥巴马政府将收回对伊拉克总理马利基的支持。美方确信，这位什叶派领导人无法与伊拉克占少数的逊尼派和解，也无法稳定伊拉克动荡的政局。据报道，今年4月份选举之后马利基尝试组建一个执政联盟，但美国政府希望伊拉克政党能组建一个没有马利基参与的新政府。[41]
- 6月21日，ISIS於黎明前奪取了邊境城鎮卡伊姆（Qaim），武裝分子因此可以攜帶武器於伊拉克及敘利亞兩國間自由出入。 [42]西部城市魯特拜亦被攻佔。[43]隨後，伊拉克的遜尼派激進武裝又佔領了多兩個邊界關卡。一個關卡在敘利亞邊界，另一個在約旦邊界。[44]
- 其後，敘利亞軍機於24日空襲了伊敘邊界加伊姆通道伊拉克一側的目標，並空襲了進一步進入伊拉克境內的西部城市魯特拜。伊拉克總理努里·馬利基對敘利亞空襲ISIS武裝目標，表示歡迎。[45][46]
- 6月28日，政府軍向北部城市提克里特的遜尼派武裝分子發動了一次反擊。[47]雙方爆發激戰。當日，政府軍遭到頑強抵抗，被迫撤到附近一座小鎮。第二天，政府軍的地面部隊再一次向提克里特推進。[48]

## 國際反應
- 联合国：聯合國安理會對伊拉克激進武裝分子的襲擊提出強烈譴責。並嚴重關切逃離家園的成千上萬伊拉克難民的命運。[49]
- 美国：美國總統奧巴馬表示不排除美國會採取軍事行動幫助伊拉克平息叛亂。[50]美國航母喬治·H·W·布什號航空母艦亦被調往波斯灣海域，關注伊拉克局勢。[51]奧巴馬於2014年6月19日時，表示美國將向伊拉克增派300名軍事顧問，但亦表明美軍地面部隊並不會重返伊拉克作戰。[52]
- 伊朗：伊朗總統魯哈尼於2014年6月14日表示，該國已經做好凖備，幫助伊拉克政府打擊遜尼派穆斯林叛軍武裝。[53]伊朗派出了十幾名聖城軍軍官給伊拉克將領出謀劃策，並秘密地向伊拉克提供軍事裝備、供給以及其他援助。[54]7月1日，伊朗更向伊拉克提供蘇-25攻擊機。據報，這批飛機最初歸海珊政權時的伊拉克空軍所有，但在1991年海灣戰爭期間逃至伊朗。[55]
- 俄羅斯：伊拉克總理馬利基在2014年6月26日宣布向俄羅斯購買了十幾架Su-25攻擊機，花費高達五億美元。[56]28日夜間，伊拉克接收了首批俄戰機。五架SU–25飛機由俄羅斯貨機運至伊拉克。俄羅斯軍事專家已抵達當地，幫忙部署新的SU–25戰機，但他們不會逗留太久。伊拉克軍方表示兩三天內這些飛機將會投入戰局。[57]
- 叙利亚：同樣正在與ISIS交戰的敘利亞政府，於24日派出軍機在敘利亞與伊拉克邊境地區空襲了ISIS武裝分子。伊拉克總理努里·馬利基表示歡迎。[45]

## 影響
遜尼派極端組織ISIS在占領的伊拉克北部地區破壞了至少10處古代聖殿和清真寺。法新社報導，遭到破壞的建築中至少有4座屬於遜尼派阿拉伯人或伊斯蘭派別蘇菲派人物的聖殿，還有6座什葉派清真寺或宗教場所。
此外，隨着遜尼派武裝分子在伊拉克全境推進，成千上萬的伊拉克人被迫逃離家園。聯合國稱，2014年的叛亂至6月底已造成了超過100萬伊拉克人流離失所。